# Tripótamos (Flórina)
Tripótamos, en grec moderne : Τριπόταμος, auparavant appelé Petorák (Πετοράκ), est un village du dème de Flórina, district régional de Flórina, en Macédoine-Occidentale, Grèce. 
Selon le recensement de 2011, la population du village compte 311 habitants.